# Monolith of Inhumanity
Monolith of Inhumanity è il quinto album in studio del gruppo musicale statunitense Cattle Decapitation, pubblicato l'8 maggio 2012 dalla Metal Blade Records.

## Descrizione
L'album vede i Cattle Decapitation, originariamente un gruppo prettamente goregrind, spostarsi verso territori marcatamente progressive/technical death metal, continuando il percorso già intrapreso con il precedente The Harvest Floor, con il quale avevano già iniziato ad adottare forti sonorità death metal, senza però abbandonare gli elementi grindcore, presenti soprattutto nei vari vocalizzi del cantante Travis Ryan, che sempre in questo disco inizia ad adottare sempre più frequentemente un particolare cantato da lui in seguito definito "cleanish", a metà tra growl e scream ma molto melodico e vicino a un cantato pulito. A questi nuovi stili si aggiungono forti sonorità black metal, che diverranno un marchio di fabbrica del gruppo. I testi, come nelle precedenti produzioni, si concentrano su temi misantropici, animalistici e splatter. L'album marca anche l'inizio della collaborazione, che sarà ultradecennale, con il produttore Dave Otero.

## Tracce
Testi di Travis Ryan, musiche dei Cattle Decapitation.
1. The Carbon Stampede – 3:39
2. Dead Set on Suicide – 3:18
3. A Living, Breathing Piece of Defecating Meat – 2:57
4. Forced Gender Reassignment – 3:53
5. Gristle Licker – 4:54
6. Projectile Ovulation – 3:31
7. Lifestalker – 4:14
8. Do Not Resuscitate – 3:18
9. Your Disposal – 4:47
10. The Monolith – 3:39
11. Kingdom of Tyrants – 4:50

Traccia bonus nell'edizione giapponese
1. An Exposition of Insides – 3:36

## Formazione
Gruppo
- Travis Ryan – voce, tastiera, programmazione; percussioni in The Monolith
- Josh Elmore – chitarra, cori in The Carbon Stampede
- Derek Engemann – basso, voce secondaria; cori in The Carbon Stampede, chitarra aggiuntiva e tastiera in The Monolith
- Dave McGraw – batteria; cori in The Carbon Stampede

Altri musicisti
- Leonard Leal – voce in A Living, Breathing Piece of Defecating Meat, cori in The Carbon Stampede
- Mike Majewski – voce in Projectile Ovulation
- Nick Schendzielos – cori in The Carbon Stampede
- Steve Goldberg – cori in The Carbon Stampede
- Brian Hopp – cori in The Carbon Stampede
- John Merryman – cori in The Carbon Stampede
- Zac Joe – cori in The Carbon Stampede
- Jawsh Mullen – cori in The Carbon Stampede
- Sean Perry – cori in The Carbon Stampede
- John Wiese – programmazione

## Classifiche
| Classifica (2012)         | Posizione massima |
| ------------------------- | ----------------- |
| Stati Uniti (hard rock)   | 18                |
| Stati Uniti (heatseekers) | 6                 |
| Stati Uniti (independent) | 32                |